# Alessandro Ploner
Alex Ploner (4 luglio 1976) è un deltaplanista italiano, più volte campione del mondo di deltaplano.

## Palmarès
- Oro a squadre ai campionati del mondo di Deltaplano 2013 (Australia)
- Oro a squadre ai campionati del mondo di Deltaplano 2011 (Monte Cucco, Umbria)
- Campione del mondo 2011[1] (Monte Cucco, Umbria)
- Campione del mondo 2009 (Laragne, Francia)
- Campione del mondo 2008
- Campione del mondo 2001
- Campione del mondo 2019 (Friuli Venezia Giulia , Italia)

° Oro a squadre ai campionati del mondo di deltaplano 2019 (Friuli Venezia Giulia, Italia)